# 서초 싱글싱글 프로젝트
서초 싱글싱글 프로젝트는 서울특별시 서초구에서 시행하는 1인가구를 위한 생활맞춤형 지원 서비스이다. 혼자 사는 이들의 생활 속 불편함과 어려움 해소에 도움을 주고자 돌봄•문화•커뮤니티를 지원하여 따뜻하고 돈독한 사회적 관계를 형성할 수 있도록 ‘서초 싱글싱글 프로젝트’를 추진하고 있다.

## 목적
1인가구의 수는 날로 증가하고 있으며, 서초구 1인가구는 전체 세대의 3분의 1을 차지하고 있다.
이에 서초구는 기초자치단체로는 전국 최초로 1인가구를 위한 전담지원센터인 ‘서초1인가구지원센터’를 개소하였고, 안전, 돌봄, 생활편의 등 맞춤형 지원서비스를 통해 안전하고 행복한 삶을 지원하고자 ‘서초 싱글싱글 프로젝트’를 추진하고 있다.

## 대상
서초구 거주 1인가구(일부 서비스에 한하여 서초구 재직 1인가구 포함)

## 서비스 개요
| 사업명                   | 분야          | 지원내용 및 기준                                                                                    | 지원내용 및 기준                                                                                    | 지원내용 및 기준                                                                                    | 이용요금                                                              |
| 서리풀 건강119           | 간병 돌봄     | 갑작스러운 건강 돌봄이 필요한 경우 입퇴원·통원도움/단기간병 지원 (연6회 이내)                       | 갑작스러운 건강 돌봄이 필요한 경우 입퇴원·통원도움/단기간병 지원 (연6회 이내)                       | 갑작스러운 건강 돌봄이 필요한 경우 입퇴원·통원도움/단기간병 지원 (연6회 이내)                       | · 중위소득 150%이하 : 무료 · 중위소득 150%초과 :1~5만원/회            |
| 서리풀 문안인사          | 고독사예방    | 스마트 돌봄플러그                                                                                   | 전력 및 조도변화 측정하는 플러그 설치・모니터링                                                     | 전력 및 조도변화 측정하는 플러그 설치・모니터링                                                     | 무료                                                                  |
| 서리풀 문안인사          | 고독사예방    | 안부문안                                                                                            | 정기적인 음성메시지 발송 후 미응답자에 전화·방문확인                                                | 정기적인 음성메시지 발송 후 미응답자에 전화·방문확인                                                | 무료                                                                  |
| 서리풀 보디가드          | 여성 안전     | 홈방범 시스템                                                                                       | 홈방범 시스템                                                                                       | 여성 1인가구 (아파트 제외)                                                                          | · 설 치 비 : 무료 · 월 이용료 : 수급자‧차상위 무료, 그 외 5천원~1만원 |
| 서리풀 보디가드          | 여성 안전     | 디지털 비디오폰                                                                                     | 디지털 비디오폰                                                                                     | 여성 1인가구 (아파트 제외)                                                                          | · 무료 설치                                                           |
| 서리풀 보디가드          | 여성 안전     | 현관문 안전고리                                                                                     | | 여성 1인가구 (아파트 제외)                                                                          | · 무료 설치                                                           |
| 서리풀 보디가드          | 여성 안전     | 공동주택 출입구CCTV                                                                                 | 공동주택 출입구CCTV                                                                                 | 여성1인가구 거주 공동주택 (다세대・연립주택 등)                                                     | · 설 치 비 : 무료 · CCTV 월이용료 : 사용자부담(월3만원)               |
| 서리풀 보디가드          | 여성 안전     | 공동주택 출입문 미러시트                                                                            | | 여성1인가구 거주 공동주택 (다세대・연립주택 등)                                                     | · 설 치 비 : 무료 · CCTV 월이용료 : 사용자부담(월3만원)               |
| 서리풀 카운슬러          | 상담          | 불안, 우울증 등에 대한 심리상담 및 법률·재무 등 전문상담 지원 (심리상담: 연6회 이내, 전문상담: 2회) | 불안, 우울증 등에 대한 심리상담 및 법률·재무 등 전문상담 지원 (심리상담: 연6회 이내, 전문상담: 2회) | 불안, 우울증 등에 대한 심리상담 및 법률·재무 등 전문상담 지원 (심리상담: 연6회 이내, 전문상담: 2회) | 무료                                                                  |
| 서리풀 뚝딱이            | 생활불편 해소 | 집안 내 소규모 수선․수리비 지원 (연10만원 이내)                                                     | 집안 내 소규모 수선․수리비 지원 (연10만원 이내)                                                     | 집안 내 소규모 수선․수리비 지원 (연10만원 이내)                                                     | · 중위소득 150%이하 : 무료· 중위소득 150%초과 : 연5만원이내           |
| 서리풀 싱글싱글 문화교실 | 문화 교실     | 요리, 목공 등 문화교실 운영 월 2~3개 과정 진행                                                      | 요리, 목공 등 문화교실 운영 월 2~3개 과정 진행                                                      | 요리, 목공 등 문화교실 운영 월 2~3개 과정 진행                                                      | 프로그램별 2만원 (재료비 별도)                                        |
| 서리풀 싱글싱글 동아리   | 동아리 활동   | 관심분야별 동아리 활동비 지원 (분기별 20~30만원 지원)                                               | 관심분야별 동아리 활동비 지원 (분기별 20~30만원 지원)                                               | 관심분야별 동아리 활동비 지원 (분기별 20~30만원 지원)                                               | 무료                                                                  |
| 중장년 소셜다이닝        | 커뮤니티      | 중장년 남성 1인가구 소셜다이닝 운영 (텃밭가꾸기, 요리, 식사, 문화활동 등)                           | 중장년 남성 1인가구 소셜다이닝 운영 (텃밭가꾸기, 요리, 식사, 문화활동 등)                           | 중장년 남성 1인가구 소셜다이닝 운영 (텃밭가꾸기, 요리, 식사, 문화활동 등)                           | 무료                                                                  |
| 정리정돈 서비스          | 주거환경 개선 | 주거공간 개선 및 정리정돈 지원 (40만원 이내, 연1회)                                                 | 주거공간 개선 및 정리정돈 지원 (40만원 이내, 연1회)                                                 | 주거공간 개선 및 정리정돈 지원 (40만원 이내, 연1회)                                                 | 무료                                                                  |
| 자격증반 운영            | 일자리 교육   | 자격증 전문교육 후 일자리 연계                                                                      | 자격증 전문교육 후 일자리 연계                                                                      | 자격증 전문교육 후 일자리 연계                                                                      | 무료                                                                  |

## 신청 및 문의
- 방문 : 서초1인가구 지원센터, 동주민센터, 서초구 가족정책과
- 전화 : 서초1인가구 지원센터  02-2155-8281,8283,8285

- 이메일 : seochohfsc1@hanmail.net
- 홈페이지 : www.seochosingle.net
- 카카오플러스채널 ID : 서초1인가구지원센터